# Åbosamfundet

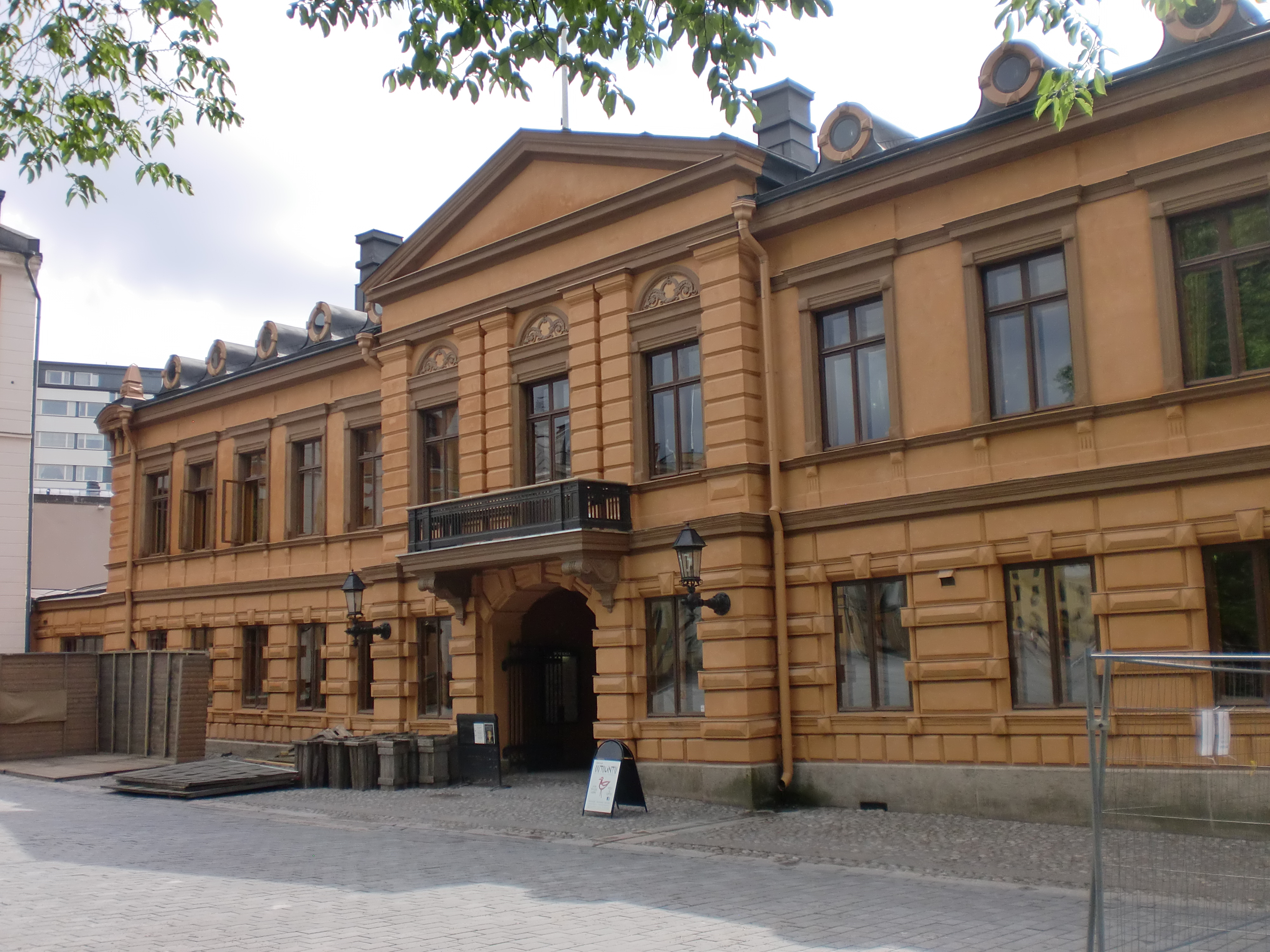
Brinkalahuset vid Gamla Stortorget i Åbo.

Åbosamfundet (finska: Turkuseura) är en hembygdsförening i Åbo i Finland, grundad 1957. Samfundet fungerar som paraplyorganisation för 15 stadsdelsföreningar i Åbo och bedriver samt stödjer verksamhet relaterad till dokumentation, forskning och publicering om Åbo. Föreningen arrangerar även föredrag, fester, utställningar och utflykter. Dess mål är att värna om Åbos traditioner och dialekt, fördjupa invånarnas kunskap om sin hembygd och öka deras anknytning till Åbo. Föreningen tar också initiativ till att främja stadens turism och arbetar för att göra staden och åboandan känd. Föreningen är officiellt tvåspråkig.
Föreningen har cirka 2 200 medlemmar, som kan delta i verksamheten genom olika sektioner. Sedan 1983 har föreningens verksamhet varit centrerad kring den så kallade Föristugan (fi. Föritupa) vid hörnet av Slottsgatan och Lasarettsgatan, där föreningens kontor, möteslokaler och butiken Föripuoti fanns. År 2016 flyttade föreningen till Brinkalahuset på andra sidan Aura å, vid Gamla Stortorget.
Föreningens anställda inkluderar verksamhetsledare, organisationssekreterare och kontorsassistent. Samfundet är medlem i Finlands Hembygdsförbund och Finlands svenska hembygdsförbund.

## Stadsdelsföreningar
- Asukasyhdistys Kerttuli ry
- Halinen-Räntämäki ry (Hallis och Räntämäki)
- Hirvensalo-seura ry (Hirvensalo)
- Härkämäkiseura ry (Oxbacka)
- Kakskertaseura ry (Kakskerta)
- Keskikaupunkiseura Toispual jokke ry (Åbo centrum)
- Keskikaupunkiseura Tälpual jokke ry (Åbo centrum)

- Länsi-Turun Asukasyhdistys ry (Västra Åbo)
- Martinrantaseura ry (Martinsbacken)
- Meripuistoseura ry (Uittamo och Katrinedal)
- Nummenpakanseura ry (Nummisbacken)
- Paattisten Seura ry (Patis)

- Piispankatu – Biskopsgatan ry (Biskopsgatan)

- Portsa ry (Port Arthur)
- Pääskyvuoriseura ry (Svalberga)
- Ruissaloyhdistys (Runsala)
- Runosmäkiseura ry (Runosbacken)
- Varissuoseura ry (Kråkkärret)